# Hằng Ngas gästhus
Hằng Ngas gästhus (vietnamesiska: Biệt thự Hằng Nga), allmänt känt som "Det galna huset" (vietnamesiska: Ngôi nhà quái dị), är en okonventionell byggnad som är designad och konstruerad av den vietnamesiske arkitekten Đặng Việt Nga i Đà Lạt, Vietnam.
Huset beskrivs som ett "sagohus" (Hằng Nga, vietnamesiska: 姮娥, som är den kinesiska mångudinnan). Byggnadens design liknar ett gigantiskt träd som innehåller skulpterade designelement som representerar naturliga former såsom djur, svampar, spindeltråd och grottor. Dess arkitektur, som innehåller komplexa, organiska, icke-rätlinjiga former, har beskrivits som expressionistisk.
Nga har tagit inspiration från den katalanska arkitekten Antoni Gaudi i designen av byggnaden, och besökare har dragit diverse paralleller mellan det och verk av konstnärer såsom Salvador Dali och Walt Disney. Sedan öppnandet år 1990 har byggnaden fått uppmärksamhet för dess unika arkitektur och blivit omnämnd i flera guideböcker samt listad som en av världens tio mest "bisarra" byggnader i den kinesiska tidningen Folkets Dagblad.